# Шапел сир Орез
Шапел сир Орез (фр. Chapelle-sur-Oreuse) насеље је и општина у источном делу централне Француске у региону Бургоња, у департману Јон која припада префектури Санс.
По подацима из 2011. године у општини је живело 558 становника, а густина насељености је износила 31,14 становника/km². Општина се простире на површини од 17,92 km². Налази се на средњој надморској висини од 98 метара (максималној 185 m, а минималној 66 m).

## Демографија
| 1962. | 1968. | 1975. | 1982. | 1990. | 1999. | 2011. |
| ----- | ----- | ----- | ----- | ----- | ----- | ----- |
| 278   | 286   | 290   | 334   | 319   | 412   | 558   |

График промене броја становника у току последњих година